# Micropterix abchasiae
Micropterix abchasiae  es una especie de lepidópteros de la familia Micropterigidae.

## Distribución geográfica
Se encuentra en Abjasia.